# Angakkuq

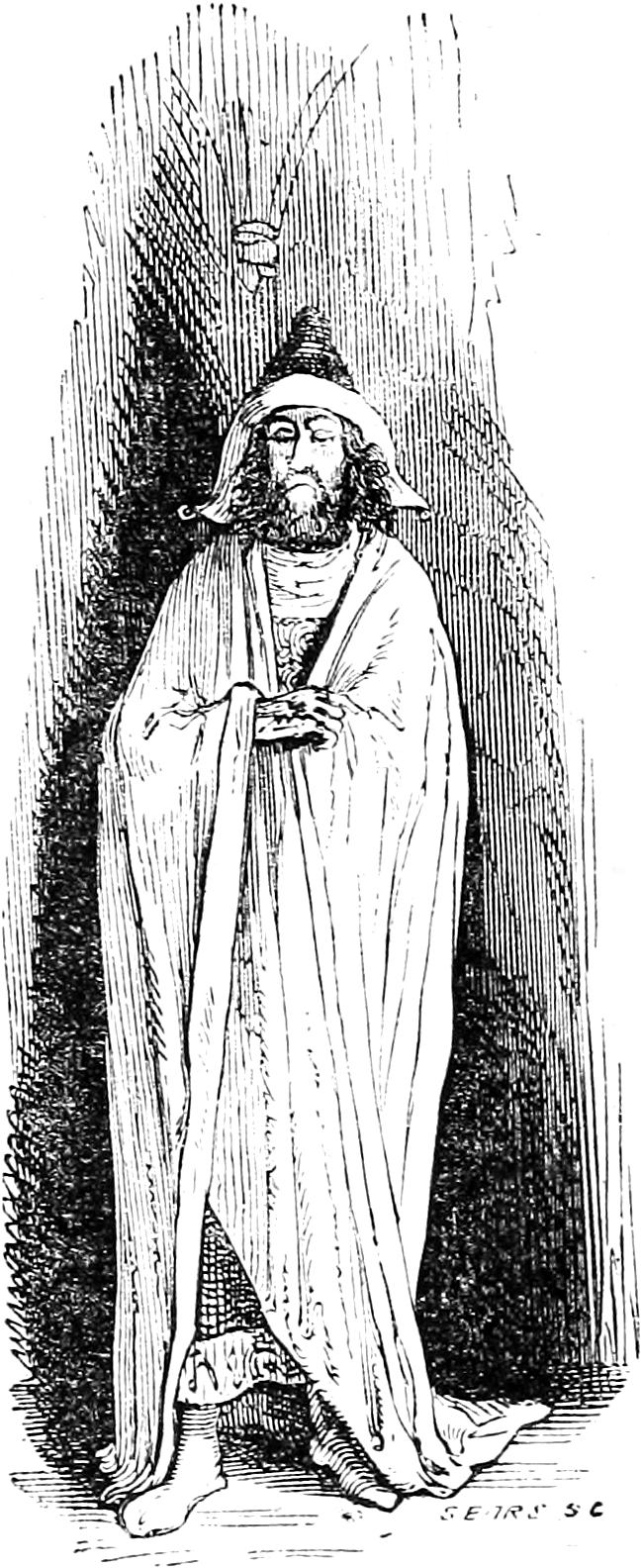
Angakkuq, descrito no Dictionnaire Infernal, edição de 1863.

Um Angakkuq (língua inuktitut) (silabário inuctitut: ᐊᖓᑦᑯᖅ), Angatkuq (Inuvialuktun), Angakok ou Ilisitsok (Kalaallisut) é figura espiritual e intelectual entre os Inuit, correspondendo a um xamã. Não apenas os Inuit, mas também outras culturas esquimós conhecem tais personalidades mediadoras. O xamanismo entre os povos esquimós apresenta formas variadas.
Entre os Inuit existem noções comparáveis a leis:
- tirigusuusiit, coisas a evitar
- maligait, coisas a seguir
- piqujait, coisas a fazer

Se estas três não forem obedecidas, então o Angakkuq poderá ter que intervir, direccionando-se à parte que ofende, com vista a evitar consequências negativas para determinada pessoa ou grupo.

### Em inglês
- Dreams and Angakkunngurniq: Becoming an Angakkuq- Listening to our past, Canadian Heritage
- Qaujimajatuqangit and social problems in modern Inuit society.  An elders workshop on angakkuuniq- by Jarich Oosten and Frédéric Laugrand, 2002
- Shamanism - the powers of the angakkuq- SILA, 2005